# CNTV Infantil
CNTV Infantil (anteriormente Novasur) es la única programación audiovisual diaria para niños de carácter público y educativo en Chile. Fue fundado el año 2000 dentro del Consejo Nacional de Televisión (CNTV) y ofrece programas, series y reportajes de corte cultural, educativo y de formación general, junto a capacitación docente y formación en educación en medios. 
Se emite a través de canales de televisión abierta regionales, cable, canales comunitarios e internet; además de circuitos cerrados en escuelas, municipalidades, bibliotecas y hospitales. Cuenta con la aplicación CNTV Kids. Tiene la característica de que todos sus contenidos son ofrecidos como dominio público.

## Historia
CNTV Infantil nace el año 2000 al alero del Consejo Nacional de Televisión como una iniciativa piloto que buscaba capacitar a profesores de Chile en el uso de materiales audiovisuales (en particular videos educativos y curriculares) en la sala de clases.
La primera etapa del programa Novasur se implementó en la Región de O'Higgins, y contemplaba un proceso de acompañamiento a los profesores en colegios seleccionados además de la entrega de materiales como videos y guías pedagógicas. Por el momento, solo se trabajaba con profesores de 5º y 6º básico en los sectores de matemática y lenguaje.
Posteriormente, el programa se extendió al resto del país a través de coordinadores regionales. Fue necesario implementar nuevas formas de acceder a los contenidos así como incorporar nuevos niveles y sectores de aprendizaje para cubrir las necesidades que iban apareciendo.
Es así como en el año 2005, Novasur crea su propia programación educativa que distribuye a los colegios a través de las señales de DirecTV y VTR. Se plantea un modelo de instalación en los colegios que significa la instalación gratuita e indefinida de receptores satélites en el caso de los establecimientos rurales o conexión por cable a los urbanos.
El año 2008, Novasur incorpora tanto dentro de sus contenidos como de cobertura en capacitación e instalación a los jardines infantiles. Debido a esto, el año 2013 se proyecta que el programa esté presente en cerca de 6000 establecimientos educacionales, una cobertura cercana al 60% del total de Chile.
Desde el año 2012, Novasur ofrece una parrilla programática de corte más general, que incluye junto a los programas curriculares (organizados según nivel y asignatura) otros de tipo cultural, de formación general, de contenido regional o local y comunitario además de series y documentales del Fondo de Fomento del CNTV.
En 2017, Novasur cambia su nombre a CNTV Infantil.